# Eye Q Records
Eye Q Records war eines der Plattenlabel von Eye Q Music, das von 1992 bis 1997 die Trance-Szene und den Sound of Frankfurt stark geprägt hat. Im Jahr 1997 wurde es aufgrund finanzieller Probleme von Eye Q Records-USA geschlossen.

## Geschichte
Das Label wurde zwischen Sommer 1991 und Frühling 1992 von Sven Väth, Matthias Hoffmann und Heinz Roth gegründet. Club-Hits wie Café del Mar (Energy 52), No Fate (Zyon), The Orange Theme (Cygnus X), Vernon's Wonderland (Vernon) und Firedance (Odyssee of Noises) haben die Trance-Szene stark geprägt. 1997 zog das Label von Offenbach am Main nach Berlin und meldete kurze Zeit danach Insolvenz an. Die Rechte am Namen des Sub-Labels Harthouse wurden an die Under Cover Music Group und später noch einmal an Daredo verkauft.

## Produzenten
Zu den wichtigsten Produzenten gehörten Ralf Hildenbeutel, Stevie B-Zet (Steffen Britzke), A.C. Boutsen und Oliver Lieb.

## Designer
Für die internationale Gestaltung aller Produktionen des Plattenlabels waren tätig: Bidiol (Frank Reichhold), Louis Flanigan, George Dare und Sven Väth.

## Sublabels
Schon nach kurzer Existenz wurden zwei Sub-Labels gegründet: Harthouse und Recycle or Die. Eye Q stand von da an sowohl für das Label Eye Q Records wie auch für die Eye Q Gruppe, die alle drei Labels beinhaltete.

## Veröffentlichungen (Auswahl)
Die Angaben beziehen sich vollständig auf die CDs und können in Nummerierung und Jahresangabe der Vinyl-Veröffentlichungen abweichen. Die Links führen meist nicht auf einen gleichnamigen Artikel, sondern zum Eintrag über den Produzenten, der sich hinter dem jeweiligen Pseudonym verbirgt.
| - 1991: Sunchild – Nature Dance - 1991: Odyssee of Noises – Wake Up - 1991: Hardfloor – Let Da Bass Go - 1991: Mignon feat. Esra – Me Voy Soñando (This Is Not Heaven) - 1991: Odyssee of Noises – Circe / It's the Traxx - 1992: Zyon – No Fate - 1992: Hardfloor – Drugoverlord - 1992: Zyon – No Fate (Remix) - 1992: Vernon – Wrapped Around Your Finger - 1993: Energy 52 – Café del Mar - 1993: Vernon – Vernon's Wonderland - 1993: Summerbreeze – Summerbreeze - 1993: Virtual Symmetry – Fade Away - 1993: Zyon – No Fate '91-'93 Mix - 1993: Sonic Infusion – Magnifica - 1993: The Volunteers – Sun Down - 1993: Mirage – Airborn | - 1993: Brainchild – Synfonica - 1993: Virtual Symmetry – Discovered Theme - 1993: Java – 1 - 1993: Goahead – Free Beach - 1994: Cygnus X – Superstring - 1994: Icon – Desire - 1994: Brainchild – Singularity - 1994: Odyssee of Noises – Firedance - 1994: Virtual Symmetry – The V.S. - 1994: Aquaform – El Sueno - 1994: B-Zet – Blue Illusion - 1994: Brainchild – Vol. III - 1994: Virtual Symmetry – Mammal - 1994: Cygnus X – The Orange Theme - 1994: Cygnus X – The Orange Theme (Remixes) - 1995: Odyssee of Noises – Last Caprioles |

### Sampler
| Harthouse Compilation - 1993: Chapter 1 – The Point of No Return - 1994: Chapter 2 – Dedicated to the Omen - 1994: Chapter 3 – Axis of Vision - 1994: Chapter 4 – Global Virus - 1995: Chapter 5 – Bitter Fruits - 1995: Chapter 6 – Six Flags - 1995: Chapter 7 – 1.327 Tage - 1996: Chapter 8 – 1996 | Behind The Eye - 1994: Behind The Eye Vol. I - 1995: Behind The Eye Vol. II Eye Q Classics - 1998: Eye Q Classics Volume 1 - 1998: Eye Q Classics Volume 2 Sonstige - 1996: Five Years of Eye Q Music - 1997: Low Life Extensions |